# Новосёлковское сельское поселение (Жарковский район)
Новосёлковское се́льское поселе́ние — упразднённое муниципальное образование в Жарковском районе Тверской области Российской Федерации, существовавшее в 2005 — 2022 годах.
Центр поселения — посёлок Новосёлки.

## Географические данные
- Общая площадь: 322,4 км².
- Нахождение: юго-западая часть Жарковского района
  - Граничит:
    - на северо-востоке — с Жарковским СП
    - на востоке — с Щучейским СП
    - на юге — со Смоленской областью, Демидовский район
    - на западе — с Западнодвинским районом, Ильинское СП и Шараповское СП.

Основная река — Межа.

## История
В 12-14 веках территория поселения входила в Смоленское великое княжество. С 1404 года находится в составе Великого княжества Литовского, после окончательного присоединении Смоленска к России в 1654 году, в Смоленском воеводстве.
С XVIII века территория поселения относилась:
- в 1708—1719 к Смоленской губернии
- в 1719—1726 к Смоленской провинции Рижской губернии
- в 1726—1776 к Смоленской губернии
- в 1776—1796 к Смоленскому наместничеству
- в 1796—1918 к Смоленской губернии, Поречский уезд
- в 1918—1927 к Смоленской губернии, Демидовский уезд
- в 1927—1929 к Смоленской губернии, Ярцевский уезд
- в 1929—1937 к Западной области
- в 1937—1944 к Смоленской области, Ильинский район
- в 1944—1945 к Великолукской области, Ильинский район
- в 1945—1957 к Великолукской области, Жарковский район
- в 1957—1960 к Калининской области, Жарковский район
- в 1960—1963 к Калининской области, Октябрьский район
- в 1963—1973 к Калининской области, Западнодвинский район
- в 1973—1990 к Калининской области, Жарковский район
- с 1990 к Тверской области, Жарковский район.

Новосёлковское сельское поселение образовано первоначально в 2005 году, включило в себя территорию Новосёлковского сельского округа.
21 марта 2013 года принят закон Тверской области об объединении Новосёлковского и Сычевского сельских поселений, границы вновь образованного Новосёлковского сельского поселения совпадают с границами Новосёлковского и Сычевского сельских поселений, исключая границы их совместного примыкания, и охватывают по площади территории соответствующих преобразуемых муниципальных образований.
Законом Тверской области от 28 июля 2022 года № 45-ЗО муниципальное образование было упразднено с включением всех населённых пунктов в состав Жарковского муниципального округа.

## Население
| 2010 | 2011 | 2012 | 2013 | 2014 | 2015 | 2016 | 2017 | 2018 |
| ---- | ---- | ---- | ---- | ---- | ---- | ---- | ---- | ---- |
| 519  | ↘513 | ↘470 | ↘449 | ↗684 | ↘651 | ↘627 | ↘606 | ↘581 |
| 2019 | 2020 | 2021 |      |      |      |      |      |      |
| ↘562 | ↘545 | ↘478 |      |      |      |      |      |      |

По переписи 2010 года — 793 человека (519 в Новосёлковском и 274 в Сычевском сельском поселении).

## Населённые пункты
В составе Новосёлковского сельского поселения насчитывается 33 населённых пункта:
| Тип  | Название          | Население | Население |
| Тип  | Название          | 1996      | 2008      |
| ---- | ----------------- | --------- | --------- |
| дер. | Абрамовщина       | 6         | 0         |
| дер. | Белейка           | 2         | 0         |
| дер. | Березовка         | 4         | 0         |
| дер. | Большая Железница | 71        | 44        |
| дер. | Булатово          | 8         | 2         |
| дер. | Гатино            | 8         | 2         |
| дер. | Дубоцкое          | 120       | 77        |
| дер. | Камино            | 0         | 0         |
| дер. | Ковали            | 3         | 2         |
| дер. | Королевщина       | 164       | 131       |
| дер. | Костино           | 121       | 94        |
| дер. | Котовщина         | 2         | 0         |
| дер. | Крутой Ручей      | 12        | 2         |
| дер. | Леоновщина        | 17        | 12        |
| дер. | Лучане            | 7         | 0         |
| дер. | Малая Железница   | 1         | 1         |
| дер. | Михалёво          | 9         | 6         |
| дер. | Нешково           | 14        | 9         |
| дер. | Ореховщина        | 12        | 6         |
| дер. | Пенное            | 2         | 0         |
| дер. | Плавенки          | 6         | 0         |
| дер. | Полоска           | 107       | 72        |
| дер. | Полосы            | 53        | 30        |
| дер. | Прудок            | 12        | 5         |
| дер. | Путленки          | 23        | 11        |
| дер. | Селище            | 49        | 10        |
| дер. | Студенец          | 18        | 9         |
| дер. | Сыр               | 28        | 20        |
| дер. | Сырово            | 21        | 15        |
| дер. | Сычёво            | 27        | 20        |
| дер. | Фадеенки          | 19        | 5         |
| пос. | Кривая Лука       | 179       | 93        |
| пос. | Новосёлки         | 340       | 248       |

### Бывшие населённые пункты
В 1995 году исключены из учётных данных деревни Моложи, Пожоги и Рясное.

Ранее исчезли деревни: Доманово, Зеленьково, Канат, Маковье, Центр-Полосы и другие.

## Экономика
Основные хозяйства: бывшие совхозы «Межевский» и «Ельшенский».

## Известные люди
В деревне Селище родился Герой Советского Союза Илья Леонович Григорьев.
- Миронов, Сергей Михайлович, деревня Полоска — родина его предков.[15]